# Majan (rapper)
Majan, pseudonimo di Marian Heim (Schorndorf, 18 agosto 1999), è un rapper tedesco.
È di Schorndorf, nei pressi di Stoccarda. Attualmente Majan è sotto contratto della propria etichetta Schere Stein Papier, in collaborazione con la Four Music.

## Biografia
Majan esordisce il 17 marzo 2019 con la canzone Nie da, che viene prodotta da Jugglerz, team di produzione di musica dancehall e reggae, e dal duo di produzione Kilian & Jo. Majan fa rap su questa canzone dal ballabile ritmo reggae giamaicano. Già dal suo singolo di esordio viene portato al paragone con il rapper di Stoccarda Cro.
E al rapper stesso egli invia una demo della traccia 1975. Il beat viene prodotto nuovamente da Kilian & Jo, questa volta tuttavia con il supporto di Egokid. A Cro piace la traccia e ne scrive una seconda parte, che successivamente incide. Il 10 maggio 2019 il singolo vede la luce e il 16 maggio 2019 segue il video officiale. Il featuring raggiunge la 52ª posizione della single-charts tedesca.
Il 13 maggio 2019 l'etichetta Four Music preannuncia, nella cosiddetta "Fourabend" ("sera Four"), la cooperazione con l'artista e lo supporta nella fondazione della sua propria etichetta Schere Stein Papier (Sasso carta forbici).

## Discografia
- 2021: Liebe zu dritt (singolo, Provinz, JEREMIAS, Majan)
- 2021: SKITS (album)
  - 2021: Rockstar / Intro (singolo)
  - 2021: Zombie (singolo, Edo Saiya)
  - 2021: Feelings (singolo)
  - 2021: Hinterhaus (singolo)
  - 2021: Jede Nacht (singolo)
  - 2021: STFU (singolo, Sin Davis)
  - 2021: Your Face (singolo)
  - 2021: Gin & Juice (singolo)
  - 2021: Dead Or Alive (feat. Clueso) (singolo, Clueso x Majan)
  - 2021: Deine Haut / gone (singolo)
  - 2021: 5 Cent / Outro
- 2021: Catch Me (singolo, WizTheMc x Majan)
- 2021: nuits d'ètè (feat. MAJAN) (singolo, Oscar Anton, Clementine)
- 2021: Get Me Out (singolo, Fourty x Majan)
- 2021: Out Of Order (singolo, Fourty x Majan)
- 2020: radio / fuckups (singolo, Ahzumjot)
- 2020: Beifahrersitz (singolo, LEA x Majan)
- 2020: No Friend (singolo, BLVTH x Majan)
- 2020: VODKA FANTA (singolo)
- 2020: Daydream (singolo, YAEL x Majan)
- 2020: Lonely (singolo, Tujamo, VIZE x Majan)
- 2020: BOI (album)
  - 2020: Monoton (feat. Schmyt) (singolo, Megaloh, Schmyt)
  - 2020: Kalt (singolo)
  - 2020: Für Elise (singolo)
  - 2020: Eeee (singolo)
  - 2020: Bruder (singolo)
- 2020: OH (album)
  - 2020: Leben lassen (singolo)
  - 2020: Taxi (singolo)
  - 2020: Guantanamera (singolo)
  - 2020: Pool (singolo)
  - 2020: Ich hass Dich (singolo)
- 2020: Bitch, Don't Kill My Vibe (singolo)
- 2020: Es Geht Mir Gut (singolo)
- 2019: Tag ein Tag aus (Around the world) [Jugglerz Remix] (singolo, KeKe, Jugglerz)
- 2019: Tag ein Tag aus (Around the world) (singolo)
- 2019: Blue About It (singolo, Schere Stein Papier)
- 2019: 124BPM.mp3 (singolo, Jugglerz, Schere Stein Papier)
- 2019: Tag ein Tag aus (singolo)
- 2019: 1975 (singolo, Majan x Cro, Urban)
- 2019: Nie da (singolo, Jugglerz, Kilian & Jo)